# Roger Johnson
Roger Johnson (født 28. april 1983 i Ahsford, England) er en engelsk fodboldspiller, der spiller som forsvarsspiller hos Bromley. Han har tidligere spillet for blandt andet Wolverhampton, Cardiff, Birmingham og Charlton.
Johnson var i sin tid hos Cardiff med til at nå finalen i FA Cuppen i 2008, der dog blev tabt til Portsmouth.